# Клімат Києва
Клімат Києва помірно континентальний, із м'якою зимою і теплим літом. Середня температура січня протягом 1991-2020 рр. становить −3,2 °C, липня +21,3 °C. Абсолютний мінімум  (−32.2 °C) зафіксовано 7 і 9 лютого 1929 р.), абсолютний максимум  (+39,4 °C) - 30 липня 1936 р. Середня кількість опадів — 618 мм. Найбільше опадів (68 мм) випадає в липні, найменше (39 мм) - у січні. Взимку в Києві утворюється сніговий покрив, його найбільша середня висота (близько 11 см) спостерігається у першій-другій декадах лютого. Максимальна висота (84 см) зафіксована 17 лютого 1940 р. В останні десятиліття максимальна висота (56 см) зафіксована у березні 2013 р.  

## Загальна характеристика
Лівобережна частина Києва переважно значно нижча за правобережну. Перепад висот між верхньою і нижньою точками становить близько 100 метрів. Тому холодне повітря взимку рухається з верхніх точок вниз, зазвичай в долини річок, і знижує там температуру. Крім цього, взимку на кілька градусів тепліше в центрі міста, ніж на околицях — через щільну забудову, рельєф місцевості «спальних» мікрорайонів, розташованих на рівнинах і через видування вітрами тепла між висотними будинками. В південній частині міста зазвичай тепліше, ніж на півночі (оскільки Сонце світить майже завжди з півдня).

## Температура повітря
В цілому температура повітря в Києві на кілька десятих градуса вища, ніж у навколишніх містах. Більшою є відмінність взимку, меншою — влітку.
Найхолоднішим за період спостережень був 1942 рік, середньорічна температура якого склала +5,1 °C. Найтеплішим виявився 2020 рік: +10,9 °C

Найнижча середньомісячна температура повітря в січні: -14,9 °C, зафіксована в 1942 році, найвища: +2,1 °C — в 2007 році. 

Найнижча середньомісячна температура в липні: +16,9 °C спостерігалася в 1902, 1935 і 1979 роках, найвища: +25,6 °C — в 1936 році.
Найхолодніше в Києві, як правило, 26 січня — 6 лютого. Найвища температура повітря характерна для періоду 25 липня — 3 серпня.
Абсолютний мінімум температури повітря: -32,2 °C, зафіксований двічі — 7 та 9 лютого 1929 року, абсолютний максимум: +39,4 °C — 30 липня 1936 року.
В останні 100—120 років температура повітря в Києві, так само як і в цілому на Землі, має тенденцію до підвищення. Протягом цього періоду середньорічна температура повітря в Києві підвищилася приблизно на 1,5 °C. Найбільше підвищення температури повітря спостерігається в грудні — березні.
| Рік  | Дата першого перевищення 5 °C | Дата першого перевищення 10 °C | Дата першого перевищення 15 °C | Дата першого перевищення 20 °C | Дата першого перевищення 25 °C | Дата першого перевищення 30 °C | Дата першого перевищення 35 °C |
| ---- | ----------------------------- | ------------------------------ | ------------------------------ | ------------------------------ | ------------------------------ | ------------------------------ | ------------------------------ |
| 2006 | 20 лютого                     | 29 березня                     | 29 березня                     | 21 квітня                      | 14 травня                      | 12 липня                       |                                |
| 2007 | 1 січня                       | 11 січня                       | 19 березня                     | 27 квітня                      | 15 травня                      | 19 травня                      |                                |
| 2008 | 20 січня                      | 25 лютого                      | 25 лютого                      | 9 квітня                       | 18 травня                      | 14 липня                       |                                |
| 2009 | 8 лютого                      | 12 березня                     | 29 березня                     | 6 квітня                       | 29 квітня                      | 10 червня                      |                                |
| 2010 | 2 березня                     | 19 березня                     | 30 березня                     | 30 квітня                      | 1 травня                       | 2 червня                       | 1 серпня                       |
| 2011 | 5 лютого                      | 8 лютого                       | 15 березня                     | 24 квітня                      | 13 травня                      | 31 травня                      |                                |
| 2012 | 3 січня                       | 17 березня                     | 18 березня                     | 18 березня                     | 27 квітня                      | 29 квітня                      |                                |
| 2013 | 1 січня                       | 15 березня                     | 16 квітня                      | 18 квітня                      | 27 квітня                      | 15 червня                      |                                |
| 2014 | 6 січня                       | 21 лютого                      | 11 березня                     | 22 березня                     | 19 травня                      | 25 травня                      |                                |
| 2015 | 11 січня                      | 8 березня                      | 10 березня                     | 11 квітня                      | 27 квітня                      | 8 червня                       | 16 червня                      |
| 2016 | 28 січня                      | 3 лютого                       | 31 березня                     | 1 квітня                       | 8 квітня                       | 21 червня                      |                                |
| 2017 | 19 лютого                     | 24 лютого                      | 22 березня                     | 2 квітня                       | 29 квітня                      | 7 червня                       |                                |
| 2018 | 7 січня                       | 1 квітня                       | 1 квітня                       | 9 квітня                       | 29 квітня                      | 2 травня                       |                                |
| 2019 | 16 лютого                     | 28 лютого                      | 8 березня                      | 31 березня                     | 16 травня                      | 10 червня                      |                                |
| 2020 | 11 січня                      | 2 лютого                       | 5 березня                      | 8 квітня                       | 11 травня                      | 9 червня                       |                                |
| 2021 | 1 січня                       | 25 лютого                      | 27 березня                     | 30 квітня                      | 16 травня                      | 23 червня                      | 24 червня                      |
| 2022 | 1 січня                       | 5 січня                        | 22 березня                     | 7 квітня                       | 12 травня                      | 9 червня                       |                                |
| 2023 | 1 січня                       | 1 січня                        | 21 березня                     | 24 березня                     | 14 травня                      | 18 червня                      | 28 серпня                      |
| 2024 | 31 січня                      | 22 лютого                      | 28 березня                     | 31 березня                     | 31 березня                     | 29 червня                      | 13 липня                       |

| Рік  | Дата останнього перевищення 35 °C | Дата останнього перевищення 30 °C | Дата останнього перевищення 25 °C | Дата останнього перевищення 20 °C | Дата останнього перевищення 15 °C | Дата останнього перевищення 10 °C | Дата останнього перевищення 5 °C |
| ---- | --------------------------------- | --------------------------------- | --------------------------------- | --------------------------------- | --------------------------------- | --------------------------------- | -------------------------------- |
| 2006 |                                   | 19 серпня                         | 8 вересня                         | 5 жовтня                          | 27 жовтня                         | 16 грудня                         | 24 грудня                        |
| 2007 |                                   | 24 серпня                         | 18 вересня                        | 3 жовтня                          | 23 жовтня                         | 2 листопада                       | 10 грудня                        |
| 2008 |                                   | 8 вересня                         | 9 вересня                         | 4 жовтня                          | 31 жовтня                         | 6 грудня                          | 8 грудня                         |
| 2009 |                                   | 27 серпня                         | 23 вересня                        | 8 жовтня                          | 23 жовтня                         | 3 грудня                          | 26 грудня                        |
| 2010 |                                   | 24 серпня                         | 16 вересня                        | 14 листопада                      | 14 листопада                      | 24 листопада                      | 25 грудня                        |
| 2011 |                                   | 26 липня                          | 21 вересня                        | 7 жовтня                          | 20 жовтня                         | 5 грудня                          | 28 грудня                        |
| 2012 |                                   | 25 серпня                         | 3 жовтня                          | 7 жовтня                          | 5 листопада                       | 30 листопада                      | 28 грудня                        |
| 2013 |                                   | 13 серпня                         | 22 серпня                         | 29 жовтня                         | 6 листопада                       | 12 листопада                      | 24 грудня                        |
| 2014 |                                   | 14 серпня                         | 14 вересня                        | 15 жовтня                         | 9 листопада                       | 10 листопада                      | 25 грудня                        |
| 2015 | 29 серпня                         | 24 вересня                        | 26 вересня                        | 6 жовтня                          | 19 жовтня                         | 27 грудня                         | 27 грудня                        |
| 2016 |                                   | 29 серпня                         | 1 жовтня                          | 4 жовтня                          | 5 жовтня                          | 7 листопада                       | 12 грудня                        |
| 2017 |                                   | 17 вересня                        | 22 вересня                        | 18 жовтня                         | 19 жовтня                         | 11 листопада                      | 30 грудня                        |
| 2018 |                                   | 4 вересня                         | 22 вересня                        | 19 жовтня                         | 28 жовтня                         | 9 листопада                       | 10 листопада                     |
| 2019 |                                   | 8 вересня                         | 13 вересня                        | 19 жовтня                         | 18 грудня                         | 23 грудня                         | 31 грудня                        |
| 2020 |                                   | 17 вересня                        | 26 вересня                        | 13 жовтня                         | 27 жовтня                         | 7 листопада                       | 31 грудня                        |
| 2021 | 17 серпня                         | 17 серпня                         | 13 вересня                        | 17 вересня                        | 5 листопада                       | 27 листопада                      | 12 грудня                        |
| 2022 |                                   | 29 серпня                         | 31 серпня                         | 18 жовтня                         | 29 жовтня                         | 13 листопада                      | 31 грудня                        |
| 2023 | 29 серпня                         | 30 серпня                         | 30 вересня                        | 31 жовтня                         | 7 листопада                       | 30 грудня                         | 31 грудня                        |

## Погодні явища

### Опади
Середньорічна сума опадів в Києві — близько 619 мм. Вологість повітря в Києві найчастіше висока. В середньому за рік становить близько 75 %, влітку — близько 65 %, а взимку — 80-90 %. В окремі періоди повітря буває дуже сухим. Відомий випадок, коли вологість знизилася до 12 %. Середньомісячний дефіцит вологості повітря в жовтні — березні менше — 1,5 мбар, а в червні — серпні — 8,5-9,2 мбар. У серпні 1948 року абсолютна вологість досягла 24,5 мбар. Це викликало сильну задуху в місті. Взимку, незважаючи на високу відносну вологість повітря, абсолютна вологість дуже маленька, завдяки низьким температурам повітря. У січні 1950 року абсолютна вологість знизилася до 0,3 мбар.
В середньому за рік абсолютна вологість повітря в Києві становить близько 8,7 мбар, влітку — 8-18 мбар, взимку — 2-6 мбар. Велика частина атмосферних опадів випадає з квітня по жовтень — 400 мм, максимум їх припадає на липень — 85 мм, а мінімум — на березень коли місячна норма опадів становить 35 мм. У період з листопада по березень відповідно випадає трохи більше 200 мм опадів. Протягом року середня кількість днів з опадами — близько 160. У 1912 році таких днів було 204, а в 1881 році — 117.

### Грози
| Рік  | Дата першої грози | Дата останньої грози | Загальна кількість днів з грозою та найбільш грозовий день |
| ---- | ----------------- | -------------------- | ---------------------------------------------------------- |
| 2002 | 17 квітня         | 23 вересня           | 28, 5 червня                                               |
| 2003 | 4 травня          | 25 серпня            | 27, 5 липня                                                |
| 2004 | 20 березня        | 1 вересня            | 16, 2 серпня                                               |
| 2005 | 25 квітня         | 13 вересня           | 26, 10 липня                                               |
| 2006 | 11 травня         | 4 вересня            | 32, 25 травня                                              |
| 2007 | 8 травня          | 20 жовтня            | 40, 8 серпня                                               |
| 2008 | 5 квітня          | 25 серпня            | 19, 26 липня                                               |
| 2009 | 29 квітня         | 18 вересня           | 22, 8 липня                                                |
| 2010 | 8 травня          | 2 вересня            | 35, 12 липня                                               |
| 2011 | 7 квітня          | 8 жовтня             | 30, 12 липня                                               |
| 2012 | 8 квітня          | 2 жовтня             | 37, 10 червня                                              |
| 2013 | 14 травня         | 6 листопада          | 29, 28 червня                                              |
| 2014 | 19 березня        | 21 серпня            | 31, 18 травня                                              |
| 2015 | 26 травня         | 3 вересня            | 10, 28 липня                                               |
| 2016 | 7 травня          | 7 жовтня             | 20, 28 травня                                              |
| 2017 | 3 квітня          | 20 вересня           | 19, 20 вересня                                             |
| 2018 | 1 квітня          | 11 вересня           | 25, 30 червня                                              |
| 2019 | 29 квітня         | 4 жовтня             | 28, 25 травня                                              |
| 2020 | 30 квітня         | 7 жовтня             | 21, 17 червня                                              |
| 2021 | 22 квітня         | 31 серпня            | 32, 30 серпня                                              |
| 2022 | 3 червня          | 16 серпня            | 10, 29 червня                                              |
| 2023 | 9 квітня          | 14 вересня           | 18, 7 липня                                                |
| 2024 |                   |                      |                                                            |

## Зима
Кліматична тривалість зими у Києві останні роки вона зменшилася до 50 — 90 днів. Зима відносно тепла, за багаторічними спостереженнями, стале середньодобове зниження температури нижче 0°С починається після 20-х чисел листопада, а підвищення — після початку березня. Однак, враховуючи тенденцію зміни клімату, типовість такої кліматичної зими стає рідше. Так, аномальна зима 2006—2007 року за визначенням почалася 24 січня і закінчилася рівно 1 березня, тобто склала 35 днів. Зими 2013—2014 та 2015—2016 років тривали відповідно 23 і 31 день. В 2019—2020 роках метеорологічної зими у місті взагалі не було.

Стійкий сніговий покрив встановлюється в грудні. Сніг може випадати протягом 90-95 днів, але враховуючи часті і тривалі відлиги останніх років, коли сніговий покрив повністю сходить, такі дні поступово скорочуються. Відлиги викликають і такі небезпечні явища, як ожеледь внаслідок переохолодженого і крижаного дощу. Ці явища досить рідкісні і частіше відбувається ожеледиця. Значне зниження температури взимку пояснюється, в першу чергу приходом холодного повітря з Півночі та Сходу. Це неодноразово викликало так звані суворі зими, коли стовпчик термометра опускається нижче -30 °С, проте останні 40 років таких екстремальних температур не фіксувалося. 

### Зима 2011-2012
Після відносно холодної осені, показники середньомісячної температури грудня склали +2,2 °С, що на 4,5 °С вище норми. До того ж, 27 грудня був перекритий максимум температури по цьому дню. Лише до 14 січня 2012 року встановився сніговий покрив, а подальші помірні снігопади додали його висоту до 41 см, що досить чимало для Києва.

Єдиним по-справжньому сніжним днем до цього було 8 грудня 2011 року. Температурні показники січня мали тенденцію до зниження, але пік холодного антициклону припав на початок лютого. Вперше з початку століття був перекритий мінімум температури, а не максимум — як завжди. Це сталося вночі 2 лютого, коли температура опустилася до -25,5 °С, перекривши значення -25,3 °С для цього дня в 1929 році. Згідно з іншим джерелом кліматичного архіву, температура о 6 годині ранку наближалася до -28 °С. Наступна ніч 3 лютого 2012 року також стала рекордно холодною, до ранку стовпчик термометра опустився до позначки -26,8 °С, що на 0,6 °С нижче попереднього рекорду 1956 року.
| Місяць/Число    | 1     | 2     | 3     | 4 | 5 | 6 | 7 | 8     | 9     | 10    | 11    | 12    | 13    | 14 | 15 |
| Лютий 2012, t°C | −23,0 | −28,0 | −26,8 |   |   |   |   | −22,8 | −20,0 | −21,1 | −25,2 | −25,2 | −23,9 |    |    |
| --------------- | ----- | ----- | ----- | - | - | - | - | ----- | ----- | ----- | ----- | ----- | ----- | -- | -- |

| Зимовий сезон | Дата першого заморозка (Тмин < 0) | Дата початку метеорологічної зими (Тср ≤ 0 °C більше 5 днів) | Дата закінчення метеорологічної зими (Тср ≥ 0 °C більше 5 днів) | Загальна тривалість зими, днів | Дата останнього заморозка |
| ------------- | --------------------------------- | ------------------------------------------------------------ | --------------------------------------------------------------- | ------------------------------ | ------------------------- |
| 2005—2006     | 29 жовтня                         | 20 листопада                                                 | 25 березня                                                      | 125 (4,2 міс.)                 | 26 березня                |
| 2006—2007     | 17 жовтня                         | 26 січня 2007                                                | 1 березня                                                       | 34 (1,1 міс.)                  | 9 квітня                  |
| 2007—2008     | 5 листопада                       | 11 листопада                                                 | 21 лютого                                                       | 103 (3,4 міс.)                 | 28 березня                |
| 2008—2009     | 7 листопада                       | 13 грудня                                                    | 7 березня                                                       | 84 (2,8 міс.)                  | 28 березня                |
| 2009—2010     | 31 жовтня                         | 9 грудня                                                     | 19 березня                                                      | 100 (3,3 міс.)                 | 26 березня                |
| 2010—2011     | 6 жовтня                          | 10 грудня                                                    | 20 березня                                                      | 100 (3,3 міс.)                 | 29 березня                |
| 2011—2012     | 17 жовтня                         | 14 січня 2012                                                | 11 березня                                                      | 56 (1,9 міс.)                  | 11 квітня                 |
| 2012—2013     | 27 жовтня                         | 3 грудня                                                     | 31 березня                                                      | 118 (3,9 міс.)                 | 9 квітня                  |
| 2013—2014     | 19 листопада                      | 17 січня 2014                                                | 9 лютого                                                        | 23 (0,8 міс.)                  | 6 квітня                  |
| 2014—2015     | 19 жовтня                         | 22 листопада                                                 | 19 лютого                                                       | 89 (3,0 міс.)                  | 6 квітня                  |
| 2015—2016     | 8 жовтня                          | 28 грудня                                                    | 28 січня                                                        | 31 (1,0 міс.)                  | 25 березня                |
| 2016—2017     | 17 жовтня                         | 29 листопада                                                 | 18 лютого                                                       | 81 (2,7 міс.)                  | 21 квітня                 |
| 2017—2018     | 23 жовтня                         | 9 січня 2018                                                 | 30 березня                                                      | 80 (2,7 міс.)                  | 30 березня                |
| 2018—2019     | 8 листопада                       | 13 листопада                                                 | 14 лютого                                                       | 93 (3,1 міс.)                  | 28 березня                |
| 2019—2020     | 8 жовтня                          | —                                                            | —                                                               | 0 (0 міс.)                     | 2 квітня                  |
| 2020—2021     | 16 листопада                      | 30 листопада                                                 | 21 лютого                                                       | 83 (2,8 міс.)                  | 8 квітня                  |
| 2021—2022     | 25 жовтня                         | 20 грудня                                                    | 5 лютого                                                        | 46 (1,5 міс.)                  | 5 квітня                  |
| 2022—2023     | 17 листопада                      | 17 листопада                                                 | 7 березня                                                       | 111(3,7 міс.)                  | 30 березня                |
| 2023—2024     | 18 листопада                      | 19 листопада                                                 | 26 лютого                                                       |                                |                           |

| Рік       | Дата утворення стійкого снігового покриву | Дата руйнування стійкого снігового покриву | Загальна тривалість, днів | Найбільша кількість снігу за зимовий сезон |
| --------- | ----------------------------------------- | ------------------------------------------ | ------------------------- | ------------------------------------------ |
| 2005-2006 | 5 січня                                   | 27 березня                                 | 107 (3,6 міс.)            | 26 см - 4 грудня                           |
| 2006-2007 | 24 січня                                  | 5 березня                                  | 12 (0,4 міс.)             | 20 см - 9 лютого                           |
| 2007-2008 | 11 листопада                              | 24 листопада                               | 102 (3,4 міс.)            | 18 см - 17 листопада                       |
| 2008-2009 | 9 грудня                                  | 7 лютого                                   | 30 (1,0 міс.)             | 17 см - 8-9 січня                          |
| 2009-2010 | 29 грудня                                 | 21 березня                                 | 81 (2,7 міс.)             | 45 см - 16-18 лютого                       |
| 2010-2011 | 12 лютого                                 | 10 березня                                 | 11 (0,4 міс.)             | 18 см - 23 лютого                          |
| 2011-2012 | 15 січня                                  | 14 березня                                 | 50 (1,7 міс.)             | 42 см - 24 січня                           |
| 2012-2013 | 4 грудня                                  | 11 квітня                                  | 127 (4,2 міс.)            | 56 см - 24 березня                         |
| 2013-2014 | 22 січня                                  | 11 лютого                                  | 8 (0,3 міс.)              | 16 см - 24 січня                           |
| 2014-2015 | 24 листопада                              | 16 грудня                                  | 16 (0,5 міс.)             | 29 см - 6 лютого                           |
| 2015-2016 | 1 січня                                   | 31 січня                                   | 13 (0,4 міс.)             | 21 см - 16 та 26 січня                     |
| 2016-2017 | 4 січня                                   | 23 лютого                                  | 17 (0,6 міс.)             | 25 см - 7-8 лютого                         |
| 2017-2018 | 9 лютого                                  | 31 березня                                 | 17 (0,6 міс.)             | 40 см - 3 березня                          |
| 2018-2019 | 15 листопада                              | 19 лютого                                  | 65 (2,1 міс.)             | 39 см - 27-28 січня                        |
| 2019-2020 | 5 лютого                                  | 10 лютого                                  |                           | 6 см - 30 грудня                           |
| 2020-2021 | 28 січня                                  | 27 лютого                                  | 43 (1,4 міс.)             | 28 см - 12-13 лютого                       |
| 2021-2022 | 18 січня                                  | 10 лютого                                  | 12 (0,4 міс.)             | 11 см - 21 грудня                          |
| 2022-2023 | ?                                         | ?                                          | ?                         | 15 см - 19 листопада                       |
| 2023-2024 | 27 листопада                              | 19 грудня                                  |                           | 16 см - 14 грудня                          |

## Весна
Весна в Києві — найкоротша пора року. Настає вона, в середньому, в середині березня, коли середньодобова температура починає регулярно перевищувати 0 °C і вже з кінця березня в місті спостерігається розпал весни, коли середньодобові значення перевищують +5 °C. Пізня весна з температурою вище +10 °C настає в середині квітня. Навесні періодично трапляються заморозки, які закінчуються до початку травня, найпізніший заморозок відзначався 22 травня 1917 року, тоді вночі температура опустилася до -1,7 °C.

### Весна 2013
За добу, приблизно з 11 ранку 22 березня до 8 години ранку 23 березня в Києві випало 50 см снігу. Висота снігового покриву становила в середньому півметра (через хуртовину з силою вітру до 19 м/с, в окремих місцях до 1,5 м), з урахуванням сталого снігового покриву 20 см, добовий приріст склав 30 см, трохи менше, ніж під час попереднього сильного снігопаду 29 грудня 2009 року, коли за добу висота снігового покриву становила 31 см. Після початку хуртовини, в Києві настав транспортний колапс. Увечері 22 березня люди іноді добиралися додому 8-12 годин. Рух наземного транспорту було фактично зупинено.

В Києві було оголошено режим надзвичайної ситуації, задіяно 5 БТР-ів Президентського полку і понад 250 одиниць техніки. Всього ж, під час проходження циклону над Києвом випало 60 мм опадів. Також, 47 мм опадів, що випали 23 березня побили добовий максимум опадів для березня, минулий належав 1937 року — тоді їх випало 43 мм і у вигляді дощу. Водночас, враховуючи, що метеодоби відраховуються з 20:00 години одного дня до 20:00 години іншого дня (під час дії літнього часу, з 21 години одного дня до 21 години іншого дня), в даному контексті снігопад у листопаді 1966 залишається сильнішим, коли випало 49 мм за метеодобу, однак такий розгляд не об'єктивний.
| Рік  | Місяць/день | Кількість опадів, що випали | Загальна кількість опадів, що випали за час циклону |
| ---- | ----------- | --------------------------- | --------------------------------------------------- |
| 1966 | 2 листопада | 48,6                        | 52,7                                                |
| 2013 | 23 березня  | 47                          | 80                                                  |
| 1916 | 18 лютого   | 42                          |                                                     |
| 1930 | 16 березня  | 40,8                        | 92                                                  |

Зранку 26 березня, за даними аеропорту Жуляни, температура повітря була -13 °C, що на 1,6 °C нижче попереднього рекорду 1886 року. Однак, за даними з метеостанції температура була -7,1 °C. В цілому ж, березень 2013 року став найвологішим за історію спостережень — 112 мм опадів, перекривши рекорд 1966 року — 100 мм.

### Весна 2014
Травень 2014 року видався найбільш дощовим за всю історію метеорологічних спостережень. За місяць випало 172 мм опадів, таким чином перекривши попередній рекорд 1913 року — 144 мм.

### Весна 2018
Перші дні весни 2018 року почалися холодними і сніжними. Так, 1-3 березня на місто обрушилися сильні снігопади. 1 березня випало до 20 см снігу, а максимальна температура цього дня була лише -10 °C, що є найнижчим добовим максимумом в поточному столітті для даного місяця. 3 березня снігопад підкинув ще 10-17 см снігу, в результаті чого, висота снігового покриву зросла до 50 см. Потім 17-18 березня пройшов черговий снігопад, який приніс 10-15 см снігу. У підсумку, березень 2018 року став найхолоднішим в XXI столітті і одним з найвологіших — випало 82 мм опадів при нормі в 37. Після дуже холодного березня 2018 був рекордно теплий в історії метеоспостереженні квітень, повторивши значення 1876 року. Квітень 2018 року був аномально сухим — випало лише 8 мм опадів при нормі 46, було побито 2 температурних рекорди — 11 і 15 квітня відповідно. Через теплу погоду і дефіцит опадів, виникло інтенсивне танення снігу на початку місяця і посуха в кінці. Травень 2018 року також видався дуже теплим, хоча і не став рекордним. Особливо тепло було в першу п'ятиденку, з 2 по 5 травня. Максимальна температура долала +30 °C, було побито 4 температурних рекордів, а позитивні аномалії досягали 9-10 °C. Травень 2018 року також виявився досить сухим-випало 39 мм при нормі 57. В цілому, весна 2018 року виявилося досить теплою з середньою температурою в +10 °C, що на 1,1 °C вище норми, було побито 6 температурних рекордів і випало 129 мм опадів за сезон, 82 з них — у березні.

## Літо
Кліматичне літо приходить в місто на початку-в середині травня, коли середньодобова температура повітря стає вище +15 °C, а закінчується в середині-кінці вересня і триває, як правило, на місяць, у спекотні роки на 2 місяці довше календарного. Останнім часом через зміни клімату, все більше теплих літніх днів припадає на кінець квітня, у 2012 році повітря в останні дні цього місяця прогрілося до рекордних +30 °C. Середньомісячні температури всіх літніх місяців перевищують +18 °C, а максимальні денні температури можуть досягати +39…+40 °C градусів в тіні. Літо часто вологе, з великою кількістю опадів. Саме на літні місяці припадають річні місячні рекорди опадів, а також максимуми по нормі. Найвологіший місяць — червень з нормою опадів 82 мм. При цьому, в червні 1932 року сума опадів склала 239 мм, що стало рекордним за всю історію спостережень.
| Рік  | Дата початку кліматичного літа (Тсер ≥ 15 °C більше 5 днів) | Дата закінчення кліматичного літ (Тсер ≤ 15 °C більше 5 днів) | Загальна тривалість, днів |
| ---- | ----------------------------------------------------------- | ------------------------------------------------------------- | ------------------------- |
| 2006 | 17 травня                                                   | 6 жовтня                                                      | 142 (4,7 міс.)            |
| 2007 | 14 травня                                                   | 4 жовтня                                                      | 143 (4,8 міс.)            |
| 2008 | 17 травня                                                   | 12 вересня                                                    | 118 (3,9 міс.)            |
| 2009 | 26 травня                                                   | 30 вересня                                                    | 127 (4,2 міс.)            |
| 2010 | 30 квітня                                                   | 18 вересня                                                    | 141 (4,7 міс.)            |
| 2011 | 24 квітня                                                   | 8 жовтня                                                      | 167 (5,6 міс.)            |
| 2012 | 25 квітня                                                   | 9 жовтня                                                      | 167 (5,6 міс.)            |
| 2013 | 26 квітня                                                   | 19 вересня                                                    | 146 (4,9 міс.)            |
| 2014 | 16 травня                                                   | 15 вересня                                                    | 122 (4,1 міс.)            |
| 2015 | 24 квітня                                                   | 28 вересня                                                    | 157 (5,2 міс.)            |
| 2016 | 21 травня                                                   | 18 вересня                                                    | 120 (4,0 міс.)            |
| 2017 | 19 травня                                                   | 26 вересня                                                    | 130 (4,3 міс.)            |
| 2018 | 29 квітня                                                   | 23 вересня                                                    | 147 (4,9 міс.)            |
| 2019 | 12 травня                                                   | 18 вересня                                                    | 129 (4,3 міс.)            |
| 2020 | 5 червня                                                    | 14 жовтня                                                     | 131 (4,4 міс.)            |
| 2021 | 14 травня                                                   | 18 вересня                                                    | 127 (4,3 міс.)            |
| 2022 | 25 травня                                                   | 2 вересня                                                     | 100 (3,3 міс.)            |
| 2023 | 13 травня                                                   | 1 жовтня                                                      | 141 (4,6 міс.)            |
| 2024 | 18 травня                                                   | 30 вересня                                                    | 135 (4,5 міс.)            |

### Літо 2010
Літо 2010 року почалося з погодних сюрпризів. Так, 3 червня по місту пронісся сильний ураган. Найбільше від нього постраждав Солом'янський район, де шквалистий вітер виривав з коренем дерева, гнув рекламні щити і трощив автомобілі. Червень став для Києва одним з найтепліших (аномалія склала + 3,7 °C), але перекрити рекордно теплий 1999 рік, коли аномалія склала +4,6 °C не вдалося. Червневий пік спеки припав на 10 і 12 червня, коли було встановлено два нових температурних рекорди червня — +33,7 і +34,0 °C відповідно.
В липні спека в Києві також сягала рекордних значень, але лише один раз — 18 липня температура склала +35,2 °C. Попередній рекорд був перекритий в 2007 році. Досить рідко абсолютні максимуми перекриваються настільки часто для конкретного дня місяця. Місячна аномалія досягла п'яти градусів. При сухому характері червня, липень по опадах виявився істотно вологіше норми, створивши нестерпну духоту в місті. До того ж зливи 1, 2, 12, 28 липня викликали низку локальних потопів у Києві. Так, в результаті аномальної зливи 1 липня, яка торкнулася лише південно-східної частини міста, були затоплені підземні переходи, що ведуть до станції метро Позняки. Через це довелося закрити на вхід і вихід один бік станції, щоб уникнути затоплення платформи. Ще більш серйозні наслідки викликала злива, що пройшла 2 липня в північно-західних і центральних районах, тому офіційна київська метеостанція на Печерську його не зафіксувала. В районі метеостанції випало всього 5 мм опадів, в той час як на Подолі, Оболоні, Лук'янівці кількість опадів було в рази більше.
З початку серпня спека істотно посилилася. За перших 15 днів місяця були побиті 10 температурних рекордів, при цьому кілька разів були «перебиті» недавні температурні рекорди 2007—2008 років. 8 серпня Київська метеостанція зафіксувала температуру +39,2 °C, близьку до абсолютного максимуму температур в Києві. В цілому, серпень видався найспекотнішим за всю історію метеорологічних спостережень, середньомісячна температура склала +24,6 °С, відхилення від норми: 5,7 °C.
Всього за літо в Києві було 45 днів з температурою повітря вище +30 °C.

### Літо 2012
Відносно прохолодні перші дні літа змінилися різким потеплінням, що призвело до формування шквалистого фронту 4 червня, від якої найбільше постраждала північно-західна частина міста. Тут протягом декількох хвилин вирував шквалистий вітер, який повалив багато дерев і обірвав лінії електропередачі. Також негода супроводжувалася градом і небувалою зливою, яку можна порівняти з тайфуном. Через 2 дні, 6 червня негода повторилася у вигляді сильної грози і рясних опадів, викликавши численні підтоплення в різних частинах міста, в результаті постраждала станція метро Вирлиця, яку довелося закрити на деякий час. Найбільше постраждали південно-західна і центральна частини міста. Кількість опадів у південно-західних районах, зокрема, на Борщагівці в рази перевищує офіційні 11 мм і може становити від 25 до 30 мм. Вранці 10 червня стихія обрушилася знову: на деякий час був закритий аеропорт Бориспіль.

### Літо 2015
Середня температура в це літо склала +21,6 °С, що на 2,0 °С перевищує кліматичну норму. Літо-2015 зайняло 2-е місце серед найтепліших після літа 2010 року За весь період спостережень у Києві з 1881 року. До того ж, літо-2015 виявилося найпосушливішим за всю історію спостережень: випало всього 30 % опадів від літньої норми — 68 мм, в серпні випало всього 1,5 мм опадів, що перекрило посушливий серпень 1951 року, коли випало 5 мм опадів.

### Літо 2023
22 липня в Києві дослідники зафіксували рекордну кількість опадів – 29,9 мм. Попередній рекорд опадів для цього дня було зафіксовано у 2007 році, коли випало 28,4 мм опадів. Про це повідомила пресс-служба Центральної геофізичної обсерваторії імені Бориса Срезневського. Варто зазначити, що метеостанція зафіксувала за липень у Києві вже другий рекорд опадів. Попередній рекорд опадів у Києві було зафіксовано 7 липня. За даними спостережень, цього дня в столиці випало 51,9 мм дощу, що на 21,6 мм перевищило попередній рекордний показник 1978 року. 
Серпень 2023 у Києві виявився одним з найспекотніших за всю історію та найсухішим з 1891 року. Середня температура повітря у столиці дорівнювала +23,8°С, що на 3,4°С вище за кліматичну норму. За місяць у Києві було зафіксовано 12 температурних рекордів.
За даними спостережень метеостанції, середня температура повітря цьогорічного літа у Києві склала +21,6ºС, що на 1,2ºС перевищило кліматичну норму і забезпечило шосту позицію серед найтепліших у столиці з 1881 року. За даними синоптиків, найбільше позитивне відхилення від кліматичної норми було у серпні. Як повідомляється, найхолодніше було 4 червня, коли температура під ранок опустилась до +7,9°С, а найспекотнішим та рекордним виявилось 29 серпня, коли температура після полудня піднялась до +35,9°С.
Загалом за літо встановлено 13 температурних рекордів, один з них у червні, всі інші - у серпні. Кількість опадів за літо на проспекті Науки склала 242 мм, або 122 % кліматичної норми. Найбільше їх випало у липні - дві місячні норми.

### Літо 2024
Метеорологічне літо почалося 18 травня і з тієї дати середня добова температура жодного разу не падала нижче +15ºС. Опадів було мало аж до кінця першої декади червня, але в цілому червень виявився надто теплим (+2ºС вище норми) та надто вологим (182% місячної норми опадів). Проте сильної спеки не спостерігалося, лише наприкінці місяця денний максимум вперше в сезоні перевищив +30ºС.
У липні перші дві декади з незначними перервами панувала сильна спека - протягом семи днів поспіль денні максимуми були вище +34ºС, встановлено 13 температурних рекордів. Середня температура перших двох декад липня перевищила +25ºС, опадів випало 45 мм (38 з них випало під час грозового дощу 16 липня, який накрив лише частину міста в районі метеостанції).

## Осінь
Початок осені припадає на період, коли середньодобова температура опускається нижче +10 °C. Зазвичай це кінець вересня-перший тиждень жовтня. Осінь — контрастний сезон року, так перша половина осені зазвичай суха і по літньому тепла, особливо вересень (так зване бабине літо). Але трапляється, що вересень видається досить вологим і прохолодним з осінніми показниками температур. Так, в 2008 році вересень видався рекордно дощовим — 152 мм опадів при нормі 58 мм на той момент. У 2013 році цей рекорд був з лишком перекритий новим — 213 мм, що склало 374 %(!) від норми. Опадів випало «на 4,5 місяці вперед».

Період стійкої антициклональної погоди часто спостерігається і в жовтні, і навіть в листопаді з температурами вище +20 °C, саме їх помилково називають бабиним літом, так у середині листопада 2010 року повітря прогрілося до рекордних +21,7 °C, а середньодобова температура склала +15,5 °C, що є по справжньому літніми показниками. Похмура дощова погода настає в кінці жовтня, нерідко в цей період випадає і перший сніг, часто мокрий. У листопаді (а дуже рідко — і в жовтні) можливе встановлення тимчасового снігового покриву. У листопаді, крім тимчасового снігового покриву, можливе встановлення в окремі роки до кінця місяця і постійного снігового покриву. Таким чином, осінь триває до 19-25 листопада, але через зміни клімату, цей період може тривати аж до середини грудня.

### Осінь 2010
Перші два місяці осені були цілком звичайними, температура у вересні була на 1 градус вище норми, жовтень видався холодним, на 1,7 градуса нижче норми. Найнижча температура повітря (-1,5 °C) була 6 жовтня. Листопад став найтеплішим за всю історію метеоспостережень. Фактична температура місяця за даними спостережень: +8,0 °C, що на 6,1 °C вище норми. Цим самим був перекритий попередній рекорд для листопада, зафіксований в 1996 році, який склав +6,7 °C. 14 листопада температурний стовпчик піднявся до позначки +21,7 °C, це другий випадок для листопада по справжньому літніх значень температури. Водночас, зимова погода встановилася в столиці, як і належить за календарем — в останні дні осені. Вранці 29 листопада пройшов перший, досить сильний сніг.
Рекорди максимальної температури в листопаді 2010 року
| Місяць/Число       | 1 | 2 | 3 | 4 | 5    | 6    | 7 | 8 | 9    | 10   | 11   | 12   | 13   | 14   | 15 | 16 | 17 | 18 | 19 | 20 | 21 | 22 | 23 | 24 | 25 | 26 | 27 | 28 | 29 | 30 |
| Листопад 2010, t°C |   |   |   |   | 17,4 | 16,3 |   |   | 17,8 | 19,6 | 18,1 | 16,0 | 15,8 | 21,7 |    |    |    |    |    |    |    |    |    |    |    |    |    |    |    |    |
| ------------------ | - | - | - | - | ---- | ---- | - | - | ---- | ---- | ---- | ---- | ---- | ---- | -- | -- | -- | -- | -- | -- | -- | -- | -- | -- | -- | -- | -- | -- | -- | -- |

### Осінь 2018
Вересень був цілком звичайним. Перша половина була більш схожа на літо. Друга декада теж тепла, в 20-х числах похолодішало, в області температура опускалася до 3…4 °C тепла.
Однак незабаром настало бабине літо, яке змінилося одним холодним днем (9 жовтня), коли температура в денний час доби не піднялася вище +9 °C.
З середини до кінця жовтня температура повітря почала бити рекорди. В Києві було зафіксовано +24 °C. А 30 жовтня був побитий рекорд за всю історію спостережень — вночі температура не опустилася нижче +12 °C. Перша половина листопада видалася теплою, а потім похолодало. 14 листопада пішов перший сніг, який відтанув у третій декаді. В цілому в листопаді були зафіксовані дуже низькі температури. З 29 на 30 число в столиці було -11 °C, в області до -16 °C. Місяць виявився найхолоднішим в 21 столітті, середньомісячна температура склала +0,3 °C.

### Осінь 2023
Метеорологічна осінь завітала до Києва на більше ніж на два тижні пізніше, ніж повинна була. Середньодобова температура повітря 2 жовтня, як вказано, знизилась нижче +15 градусів і дорівнювала +13,9 °C. Найраніше метеорологічна осінь до Києва завітала у 1993 році – 25 серпня, а найпізніше – 15 жовтня у 2020 році.
18 листопада у Києві вперше за осінь температура повітря знизилась до -0,2 °C. Це свідчить про закінчення безморозного періоду у столиці. Він тривав з 31 березня. Найкоротші безморозні періоди у столиці були у 1902 та 1945 роках - лише 144 дні, а рекордно довгий - 232 дні зафіксовано якраз у поточному році. Попередній рекорд 2022 року з тривалістю у 225 днів протримався всього рік.
Згідно повідомлення Центральної геофізичної обсерваторії імені Бориса Серезневського, впродовж 2023 року в місті Києві зафіксовано 42 температурні рекорди від початку метеорологічних спостережень, які ведуться з 1881 року.

## Кліматограми
| Клімат Києва             | Клімат Києва | Клімат Києва | Клімат Києва | Клімат Києва | Клімат Києва | Клімат Києва | Клімат Києва | Клімат Києва | Клімат Києва | Клімат Києва | Клімат Києва | Клімат Києва | Клімат Києва |
| Показник                 | Січ.         | Лют.         | Бер.         | Квіт.        | Трав.        | Черв.        | Лип.         | Серп.        | Вер.         | Жовт.        | Лист.        | Груд.        | Рік          |
| Абсолютний максимум, °C  | 13,2         | 17,3         | 25,3         | 30,2         | 33,6         | 35,5         | 39,4         | 39,3         | 35,7         | 27,9         | 23,2         | 15,1         | 39,4         |
| Середній максимум, °C    | −0,8         | 0,7          | 6,5          | 15           | 21,1         | 24,6         | 26,5         | 25,9         | 20           | 12,9         | 5,3          | 0,5          | 13,2         |
| Середня температура, °C  | −3,2         | −2,3         | 2,5          | 10           | 15,8         | 19,5         | 21,3         | 20,5         | 14,9         | 8,6          | 2,6          | −1,8         | 9            |
| Середній мінімум, °C     | −5,5         | −5           | −0,8         | 5,7          | 10,9         | 14,8         | 16,7         | 15,7         | 10,6         | 5,1          | 0,4          | −3,9         | 5,4          |
| Абсолютний мінімум, °C   | −31          | −32          | −25          | −10          | −2           | 3            | 7            | 2            | −3           | −18          | −27          | −36          | −32          |
| Норма опадів, мм         | 37           | 40           | 43           | 47           | 65           | 77           | 68           | 56           | 59           | 45           | 46           | 47           | 616.9        |
| ------------------------ | ------------ | ------------ | ------------ | ------------ | ------------ | ------------ | ------------ | ------------ | ------------ | ------------ | ------------ | ------------ | ------------ |
| Джерело: Погода і клімат |              |              |              |              |              |              |              |              |              |              |              |              |              |

| Клімат Києва за останні 10 років (січень 2013 - грудень 2022) | Клімат Києва за останні 10 років (січень 2013 - грудень 2022) | Клімат Києва за останні 10 років (січень 2013 - грудень 2022) | Клімат Києва за останні 10 років (січень 2013 - грудень 2022) | Клімат Києва за останні 10 років (січень 2013 - грудень 2022) | Клімат Києва за останні 10 років (січень 2013 - грудень 2022) | Клімат Києва за останні 10 років (січень 2013 - грудень 2022) | Клімат Києва за останні 10 років (січень 2013 - грудень 2022) | Клімат Києва за останні 10 років (січень 2013 - грудень 2022) | Клімат Києва за останні 10 років (січень 2013 - грудень 2022) | Клімат Києва за останні 10 років (січень 2013 - грудень 2022) | Клімат Києва за останні 10 років (січень 2013 - грудень 2022) | Клімат Києва за останні 10 років (січень 2013 - грудень 2022) | Клімат Києва за останні 10 років (січень 2013 - грудень 2022) |
| Показник                                                      | Січ.                                                          | Лют.                                                          | Бер.                                                          | Квіт.                                                         | Трав.                                                         | Черв.                                                         | Лип.                                                          | Серп.                                                         | Вер.                                                          | Жовт.                                                         | Лист.                                                         | Груд.                                                         | Рік                                                           |
| Середній максимум, °C                                         | −0,8                                                          | 2,1                                                           | 7,4                                                           | 15,2                                                          | 21,2                                                          | 26,3                                                          | 27                                                            | 27                                                            | 20,6                                                          | 13,6                                                          | 5,7                                                           | 1,6                                                           | 13,9                                                          |
| Середня температура, °C                                       | −3                                                            | 0                                                             | 4                                                             | 11                                                            | 16                                                            | 23                                                            | 22                                                            | 21                                                            | 16                                                            | 10                                                            | 4                                                             | 1                                                             | 10,1                                                          |
| Середній мінімум, °C                                          | −4                                                            | −2,8                                                          | 0,3                                                           | 5,8                                                           | 11,3                                                          | 16,1                                                          | 17                                                            | 16,5                                                          | 11,3                                                          | 5,7                                                           | 1,5                                                           | −1,8                                                          | 6,3                                                           |
| Норма опадів, мм                                              | 47                                                            | 42                                                            | 38                                                            | 34                                                            | 89                                                            | 50                                                            | 57                                                            | 40                                                            | 53                                                            | 40                                                            | 39                                                            | 48                                                            | 570                                                           |
| ------------------------------------------------------------- | ------------------------------------------------------------- | ------------------------------------------------------------- | ------------------------------------------------------------- | ------------------------------------------------------------- | ------------------------------------------------------------- | ------------------------------------------------------------- | ------------------------------------------------------------- | ------------------------------------------------------------- | ------------------------------------------------------------- | ------------------------------------------------------------- | ------------------------------------------------------------- | ------------------------------------------------------------- | ------------------------------------------------------------- |
| Джерело: WeatherOnline                                        |                                                               |                                                               |                                                               |                                                               |                                                               |                                                               |                                                               |                                                               |                                                               |                                                               |                                                               |                                                               |                                                               |

| Місяць, декада          | Січ I | Січ II | Січ III | Лют I | Лют II | Лют III | Бер I | Бер II | Бер III | Кві I | Кві II | Кві III | Тра I | Тра II | Тра III | Чер I | Чер II | Чер III |
| ----------------------- | ----- | ------ | ------- | ----- | ------ | ------- | ----- | ------ | ------- | ----- | ------ | ------- | ----- | ------ | ------- | ----- | ------ | ------- |
| Абсолютний максимум, °C | 10,7  | 11,1   | 9,9     | 13,7  | 11,8   | 17,3    | 17,4  | 22,4   | 25,3    | 26,5  | 28,5   | 30,2    | 30,2  | 32,5   | 33,6    | 33,3  | 34,4   | 35,5    |
| Середня температура, °C | −3,3  | −3,5   | −3,7    | −3,7  | −3,1   | −2,0    | −0,5  | 1,6    | 4,1     | 6,8   | 9,3    | 11,7    | 13,9  | 15,6   | 16,9    | 17,8  | 18,5   | 19,3    |
| Абсолютний мінімум, °C  | −30,8 | −31,1  | −28,1   | −32,2 | −29,3  | −25,0   | −24,9 | −21,6  | −20,0   | −10,4 | −5,3   | −3,9    | −1,9  | −2,4   | −1,7    | 2,4   | 4,3    | 5,8     |

| Місяць, декада          | Лип I | Лип II | Лип III | Сер I | Сер II | Сер III | Вер I | Вер II | Вер III | Жов I | Жов II | Жов III | Лис I | Лис II | Лис III | Гру I | Гру II | Гру III |
| ----------------------- | ----- | ------ | ------- | ----- | ------ | ------- | ----- | ------ | ------- | ----- | ------ | ------- | ----- | ------ | ------- | ----- | ------ | ------- |
| Абсолютний максимум, °C | 36,4  | 36,3   | 39,4    | 39,2  | 39,3   | 39,2    | 35,7  | 33,8   | 31,7    | 27,9  | 25,7   | 22,8    | 23,2  | 21,7   | 16,1    | 14,7  | 15,2   | 11,3    |
| Середня температура, °C | 20,0  | 20,6   | 20,9    | 20,8  | 20,0   | 18,4    | 16,2  | 14,1   | 12,3    | 10,5  | 8,6    | 6,3     | 3,9   | 1,8    | 0,0     | −1,4  | −2,4   | −3,0    |
| Абсолютний мінімум, °C  | 6,4   | 7,8    | 5,8     | 7,0   | 6,2    | 3,3     | 2,4   | 0,0    | −2,9    | −4,2  | −7,8   | −17,8   | −16,8 | −17,6  | −21,9   | −21,8 | −25,1  | −30,0   |

### Середньомісячні температури

#### Температурні рекорди по місяцях
| Середньомісячна температура, 1969—т.ч. | Середньомісячна температура, 1969—т.ч. | Середньомісячна температура, 1969—т.ч. | Середньомісячна температура, 1969—т.ч. | Середньомісячна температура, 1969—т.ч. | Середньомісячна температура, 1969—т.ч. | Середньомісячна температура, 1969—т.ч. | Середньомісячна температура, 1969—т.ч. | Середньомісячна температура, 1969—т.ч. | Середньомісячна температура, 1969—т.ч. | Середньомісячна температура, 1969—т.ч. | Середньомісячна температура, 1969—т.ч. | Середньомісячна температура, 1969—т.ч. | Середньомісячна температура, 1969—т.ч. | Середньомісячна температура, 1969—т.ч. |
| Місяць                                 | Січ                                    | Лют                                    | Бер                                    | Кві                                    | Тра                                    | Чер                                    | Лип                                    | Сер                                    | Вер                                    | Жов                                    | Лис                                    | Гру                                    | Рік                                    |                                        |
| 1969 рік, °C                           | −9,8                                   | −7,0                                   | −3,5                                   | 7,4                                    | 14,8                                   | 17,3                                   | 18,8                                   | 18,1                                   | 13,2                                   | 7,5                                    | 5,7                                    | −6,5                                   | 6,3                                    |                                        |
| 1970 рік, °C                           | −5,5                                   | −4,9                                   | 0,5                                    | 9,4                                    | 15,0                                   | 17,2                                   | 20,8                                   | 17,7                                   | 13,4                                   | 6,6                                    | 3,2                                    | −2,0                                   | 7,6                                    |                                        |
| 1971 рік, °C                           | −3,0                                   | −3,6                                   | −1,7                                   | 7,4                                    | 16,1                                   | 18,1                                   | 18,4                                   | 19,1                                   | 12,1                                   | 7,3                                    | 2,1                                    | 0,9                                    | 7,8                                    |                                        |
| 1972 рік, °C                           | −10,9                                  | −4,4                                   | 1,5                                    | 10,9                                   | 16,0                                   | 19,7                                   | 22,0                                   | 20,8                                   | 13,4                                   | 6,8                                    | 3,4                                    | −0,5                                   | 8,2                                    |                                        |
| 1973 рік, °C                           | −6,9                                   | −0,2                                   | 1,6                                    | 10,6                                   | 14,4                                   | 17,9                                   | 20,1                                   | 18,5                                   | 12,1                                   | 7,3                                    | 0,9                                    | −2,6                                   | 7,8                                    |                                        |
| 1974 рік, °C                           | −5,7                                   | −0,1                                   | 2,7                                    | 6,9                                    | 12,5                                   | 17,0                                   | 17,9                                   | 18,7                                   | 15,6                                   | 9,7                                    | 2,9                                    | 0,4                                    | 8,2                                    |                                        |
| 1975 рік, °C                           | 0,5                                    | −2,0                                   | 3,7                                    | 11,2                                   | 19,0                                   | 20,7                                   | 20,3                                   | 19,5                                   | 16,9                                   | 7,7                                    | −0,3                                   | −1,2                                   | 9,7                                    |                                        |
| 1976 рік, °C                           | −5,8                                   | −8,7                                   | −0,1                                   | 10,2                                   | 12,6                                   | 16,2                                   | 18,1                                   | 16,5                                   | 13,3                                   | 4,2                                    | 2,6                                    | −0,8                                   | 6,5                                    |                                        |
| 1977 рік, °C                           | −6,4                                   | −1,0                                   | 2,8                                    | 8,3                                    | 15,2                                   | 17,2                                   | 19,0                                   | 16,9                                   | 11,8                                   | 7,7                                    | 4,1                                    | −4,3                                   | 7,6                                    |                                        |
| 1978 рік, °C                           | −5,8                                   | −5,2                                   | 2,3                                    | 8,7                                    | 12,6                                   | 16,6                                   | 17,2                                   | 18,0                                   | 11,9                                   | 8,1                                    | 4,7                                    | −6,1                                   | 6,9                                    |                                        |
| 1979 рік, °C                           | −5,4                                   | −6,3                                   | 2,2                                    | 6,5                                    | 17,7                                   | 21,5                                   | 16,9                                   | 19,1                                   | 15,0                                   | 5,9                                    | 0,9                                    | −0,2                                   | 7,8                                    |                                        |
| 1980 рік, °C                           | −7,2                                   | −4,4                                   | −3,6                                   | 7,0                                    | 11,3                                   | 17,1                                   | 18,8                                   | 17,3                                   | 13,7                                   | 8,8                                    | 0,3                                    | −1,3                                   | 6,6                                    |                                        |
| 1981 рік, °C                           | −4,8                                   | −2,2                                   | 2,0                                    | 5,4                                    | 16,1                                   | 21,1                                   | 20,8                                   | 18,3                                   | 14,2                                   | 9,6                                    | 1,8                                    | −1,5                                   | 8,4                                    |                                        |
| 1982 рік, °C                           | −3,1                                   | −4,9                                   | 2,1                                    | 7,0                                    | 15,1                                   | 16,9                                   | 18,5                                   | 19,4                                   | 15,7                                   | 8,7                                    | 4,0                                    | 2,2                                    | 8,5                                    |                                        |
| 1983 рік, °C                           | −0,5                                   | −2,6                                   | 3,2                                    | 10,9                                   | 18,0                                   | 18,2                                   | 19,2                                   | 18,9                                   | 16,2                                   | 8,3                                    | 1,2                                    | −1,4                                   | 9,1                                    |                                        |
| 1984 рік, °C                           | −2,4                                   | −5,9                                   | 0,4                                    | 9,8                                    | 16,7                                   | 15,7                                   | 17,6                                   | 18,7                                   | 15,4                                   | 10,1                                   | 0,5                                    | −5,0                                   | 7,6                                    |                                        |
| 1985 рік, °C                           | −9,5                                   | −12,5                                  | −3,4                                   | 9,4                                    | 17,0                                   | 16,7                                   | 17,9                                   | 20,7                                   | 12,6                                   | 8,1                                    | −1,4                                   | −1,3                                   | 6,2                                    |                                        |
| 1986 рік, °C                           | −2,7                                   | −9,3                                   | 0,2                                    | 10,7                                   | 16,7                                   | 19,3                                   | 19,0                                   | 19,9                                   | 12,5                                   | 7,3                                    | 1,7                                    | −3,5                                   | 7,7                                    |                                        |
| 1987 рік, °C                           | −13,7                                  | −3,9                                   | −5,7                                   | 5,0                                    | 14,2                                   | 18,2                                   | 20,3                                   | 16,4                                   | 13,4                                   | 6,8                                    | 2,2                                    | −3,0                                   | 5,9                                    |                                        |
| 1988 рік, °C                           | −4,9                                   | -3,4                                   | 1,3                                    | 8,1                                    | 15,2                                   | 18,3                                   | 18,5                                   | 21,8                                   | 14,1                                   | 7,2                                    | −2,2                                   | −3,1                                   | 7,6                                    |                                        |
| 1989 рік, °C                           | 0,5                                    | 2,5                                    | 5,2                                    | 10,1                                   | 15,2                                   | 19,4                                   | 19,4                                   | 19,6                                   | 14,5                                   | 9,1                                    | 0,2                                    | −0,2                                   | 9,6                                    |                                        |
| 1990 рік, °C                           | −0,1                                   | 2,8                                    | 6,9                                    | 9,4                                    | 14,5                                   | 16,9                                   | 18,4                                   | 18,5                                   | 12,0                                   | 8,6                                    | 5,2                                    | −2,3                                   | 9,2                                    |                                        |
| 1991 рік, °C                           | −1,6                                   | −5,8                                   | 0,5                                    | 9,0                                    | 12,8                                   | 18,5                                   | 21,2                                   | 18,9                                   | 14,8                                   | 8,8                                    | 2,4                                    | −2,8                                   | 8,1                                    |                                        |
| 1992 рік, °C                           | −1,8                                   | −1,7                                   | 3,7                                    | 7,0                                    | 13,6                                   | 18,7                                   | 20,7                                   | 22,9                                   | 13,5                                   | 6,4                                    | 1,6                                    | −3,6                                   | 8,4                                    |                                        |
| 1993 рік, °C                           | −1,2                                   | −2,4                                   | 0,9                                    | 8,0                                    | 16,5                                   | 16,7                                   | 17,9                                   | 17,5                                   | 11,5                                   | 7,8                                    | −6,0                                   | −0,2                                   | 7,3                                    |                                        |
| 1994 рік, °C                           | 0,1                                    | −5,8                                   | 1,4                                    | 10,9                                   | 13,1                                   | 16,3                                   | 21,1                                   | 19,1                                   | 17,8                                   | 8,0                                    | 1,1                                    | −3,4                                   | 8,3                                    |                                        |
| 1995 рік, °C                           | −3,8                                   | 2,2                                    | 3,5                                    | 8,8                                    | 14,0                                   | 20,1                                   | 20,4                                   | 19,7                                   | 13,8                                   | 9,0                                    | −0,3                                   | −5,4                                   | 8,5                                    |                                        |
| 1996 рік, °C                           | −9,8                                   | −7,1                                   | −3,0                                   | 9,2                                    | 18,6                                   | 18,8                                   | 19,3                                   | 19,1                                   | 11,2                                   | 8,6                                    | 6,7                                    | −3,9                                   | 7,3                                    |                                        |
| 1997 рік, °C                           | −5,7                                   | −1,1                                   | 2,1                                    | 6,1                                    | 16,1                                   | 18,3                                   | 19,4                                   | 19,2                                   | 11,8                                   | 6,2                                    | 3,2                                    | −4,2                                   | 7,6                                    |                                        |
| 1998 рік, °C                           | −1,0                                   | 0,4                                    | 1,3                                    | 10,3                                   | 15,2                                   | 19,8                                   | 19,5                                   | 18,3                                   | 14,2                                   | 7,7                                    | −3,3                                   | −5,1                                   | 8,1                                    |                                        |
| 1999 рік, °C                           | −2,2                                   | −1,5                                   | 3,2                                    | 11,7                                   | 12,8                                   | 22,6                                   | 22,7                                   | 19,3                                   | 15,8                                   | 8,2                                    | −0,2                                   | −0,2                                   | 9,4                                    |                                        |
| 2000 рік, °C                           | −4,1                                   | 0,0                                    | 1,7                                    | 12,7                                   | 15,4                                   | 17,9                                   | 19,1                                   | 20,6                                   | 12,3                                   | 9,5                                    | 4,5                                    | 1,3                                    | 9,2                                    |                                        |
| 2001 рік, °C                           | −1,0                                   | −2,5                                   | 2,7                                    | 11,2                                   | 14,2                                   | 16,7                                   | 24,6                                   | 21,1                                   | 13,8                                   | 9,3                                    | 2,3                                    | −7,3                                   | 8,8                                    |                                        |
| 2002 рік, °C                           | −2,7                                   | 3,7                                    | 5,5                                    | 9,9                                    | 16,5                                   | 18,4                                   | 23,9                                   | 20,2                                   | 13,9                                   | 7,0                                    | 3,9                                    | −8,4                                   | 9,3                                    |                                        |
| 2003 рік, °C                           | −3,8                                   | −6,4                                   | 0,1                                    | 7,0                                    | 19,4                                   | 18,0                                   | 21,3                                   | 19,2                                   | 14,1                                   | 6,8                                    | 3,4                                    | −0,6                                   | 8,2                                    |                                        |
| 2004 рік, °C                           | −4,3                                   | −2,6                                   | 3,9                                    | 9,1                                    | 13,2                                   | 17,7                                   | 20,5                                   | 20,1                                   | 14,2                                   | 9,3                                    | 2,9                                    | 0,1                                    | 8,7                                    |                                        |
| 2005 рік, °C                           | −0,6                                   | −5,1                                   | −1,6                                   | 10,3                                   | 16,4                                   | 17,3                                   | 21,4                                   | 20,0                                   | 16,3                                   | 9,0                                    | 2,2                                    | −1,0                                   | 8,7                                    |                                        |
| 2006 рік, °C                           | −7,5                                   | −6,1                                   | −0,1                                   | 9,7                                    | 14,4                                   | 18,4                                   | 20,9                                   | 19,9                                   | 15,4                                   | 9,7                                    | 3,4                                    | 2,4                                    | 8,4                                    |                                        |
| 2007 рік, °C                           | 2,1                                    | −4,2                                   | 6,3                                    | 9,0                                    | 18,4                                   | 20,4                                   | 21,3                                   | 21,5                                   | 14,8                                   | 9,4                                    | 0,6                                    | −0,9                                   | 9,9                                    |                                        |
| 2008 рік, °C                           | −3,0                                   | 0,6                                    | 4,6                                    | 10,7                                   | 14,3                                   | 18,8                                   | 20,8                                   | 21,6                                   | 13,5                                   | 10,7                                   | 3,5                                    | −0,7                                   | 9,6                                    |                                        |
| 2009 рік, °C                           | −3,3                                   | −1,6                                   | 2,2                                    | 11,1                                   | 15,1                                   | 20,4                                   | 21,7                                   | 19,2                                   | 17,3                                   | 9,1                                    | 4,7                                    | −3,2                                   | 9,4                                    |                                        |
| 2010 рік, °C                           | −8,8                                   | −3,3                                   | 1,4                                    | 10,3                                   | 17,3                                   | 22,0                                   | 24,4                                   | 24,6                                   | 14,9                                   | 6,3                                    | 8,0                                    | −4,2                                   | 9,4                                    |                                        |
| 2011 рік, °C                           | −2,4                                   | −6,1                                   | 1,5                                    | 10,2                                   | 16,7                                   | 21,1                                   | 21,9                                   | 19,3                                   | 15,8                                   | 7,7                                    | 2,5                                    | 2,2                                    | 9,2                                    |                                        |
| 2012 рік, °C                           | −4,0                                   | −10,0                                  | 2,5                                    | 11,8                                   | 18,1                                   | 20,0                                   | 23,7                                   | 20,4                                   | 16,2                                   | 10,1                                   | 4,7                                    | −5,0                                   | 9,0                                    |                                        |
| 2013 рік, °C                           | −4,3                                   | −0,6                                   | −1,7                                   | 10,3                                   | 18,9                                   | 21,6                                   | 20,8                                   | 19,9                                   | 12,4                                   | 9,7                                    | 6,4                                    | −0,2                                   | 9,4                                    |                                        |
| 2014 рік, °C                           | −4,8                                   | −0,5                                   | 6,8                                    | 10,3                                   | 16,9                                   | 18,2                                   | 22,0                                   | 21,3                                   | 15,3                                   | 7,7                                    | 1,7                                    | −2,1                                   | 9,4                                    |                                        |
| 2015 рік, °C                           | −0,7                                   | −0,7                                   | 5,1                                    | 9,7                                    | 16,0                                   | 20,4                                   | 21,9                                   | 22,6                                   | 17,8                                   | 7,3                                    | 4,7                                    | 1,9                                    | 10,5                                   |                                        |
| 2016 рік, °C                           | −5,7                                   | 2,0                                    | 3,9                                    | 12,4                                   | 15,5                                   | 20,6                                   | 22,4                                   | 21,1                                   | 16,1                                   | 6,5                                    | 1,2                                    | −1,6                                   | 9,5                                    |                                        |
| 2017 рік, °C                           | −4,9                                   | −2,8                                   | 6,2                                    | 10,4                                   | 15,2                                   | 20,0                                   | 20,9                                   | 22,4                                   | 16,4                                   | 8,4                                    | 3,3                                    | 1,6                                    | 9,8                                    |                                        |
| 2018 рік, °C                           | −2,4                                   | −3,8                                   | −1,8                                   | 13,1                                   | 18,8                                   | 20,6                                   | 21,4                                   | 22,5                                   | 17,3                                   | 10,7                                   | 0,3                                    | −2,2                                   | 9,5                                    |                                        |
| 2019 рік, °C                           | −4,5                                   | 0,6                                    | 5,1                                    | 10,6                                   | 17,0                                   | 23,6                                   | 19,8                                   | 20,7                                   | 15,9                                   | 11,1                                   | 4,6                                    | 2,7                                    | 10,6                                   |                                        |
| 2020 рік, °C                           | 0,8                                    | 2,5                                    | 6,5                                    | 9,9                                    | 12,4                                   | 21,7                                   | 21,9                                   | 21,4                                   | 18,4                                   | 12,5                                   | 3,8                                    | -0,5                                   | 10,9                                   |                                        |
| 2021 рік, °C                           | -2,5                                   | -4,5                                   | 2,7                                    | 8,0                                    | 14,4                                   | 21,3                                   | 24,6                                   | 21,1                                   | 13,5                                   | 8,4                                    | 4,8                                    | −1,6                                   | 9,2                                    |                                        |
| 2022 рік, °C                           | -1,3                                   | 1,8                                    | 2,6                                    | 8,1                                    | 14,6                                   | 21,7                                   | 20,8                                   | 22,4                                   | 12,7                                   | 10,6                                   | 3,1                                    | −0,7                                   | 9,7                                    |                                        |
| 2023 рік, °C                           | -0,3                                   | -0,2                                   | 4,8                                    | 9,6                                    | 16,0                                   | 19,6                                   | 21,5                                   | 23,8                                   | 18,8                                   | 11,4                                   | 4,1                                    | 0,7                                    | 10,8                                   |                                        |
| 2024 рік, °C                           | -2,6                                   | 2,9                                    | 4,8                                    | 12,8                                   | 16,3                                   | 21,5                                   | 24,3                                   | 23,1                                   | 20,6                                   | 10,9                                   | 2,7                                    | 0,0                                    | 11,4                                   |                                        |
| 2025 рік, °C                           | 2,1                                    | -3,7                                   | 7,4                                    | 11,1                                   | 13,6                                   | 19,1                                   | 22,6                                   |                                        |                                        |                                        |                                        |                                        |                                        |                                        |
| -------------------------------------- | -------------------------------------- | -------------------------------------- | -------------------------------------- | -------------------------------------- | -------------------------------------- | -------------------------------------- | -------------------------------------- | -------------------------------------- | -------------------------------------- | -------------------------------------- | -------------------------------------- | -------------------------------------- | -------------------------------------- | -------------------------------------- |

| Місяць   | Норма | Найтепліший      | Найхолодніший |
| Січень   | −3,5  | 2,1 (2007, 2025) | -15.1 (1838)  |
| Лютий    | −3,0  | 4,1 (1843)       | −15,9 (1929)  |
| Березень | 1,8   | 7,4 (2025)       | −7,3 (1875)   |
| Квітень  | 9,3   | 13,1 (2018)      | 2,0 (1929)    |
| Травень  | 15,5  | 20,4 (1872)      | 9,0 (1864)    |
| Червень  | 18,5  | 23,6 (2019)      | 13,5 (1832)   |
| Липень   | 20,5  | 25,5 (1936)      | 14,9 (1832)   |
| Серпень  | 19,7  | 24,6 (2010)      | 13,1 (1833)   |
| Вересень | 14,2  | 20,6 (2024)      | 10,2 (1894)   |
| Жовтень  | 8,4   | 12,5 (2020)      | 2,2 (1920)    |
| Листопад | 1,9   | 8,8 (1851)       | −6,0 (1993)   |
| Грудень  | −2,3  | 2,9 (1960)       | −11,9 (1890)  |
| Рік      | 8,4   | 11,4 (2024)      | 4,1 (1833)    |
| -------- | ----- | ---------------- | ------------- |

#### Температурні рекорди по місяцях для XXI століття
| Місяць   | Норма | Найтепліший       | Найхолодніший     |
| Січень   | −3,5  | 2,1 (2007, 2025)  | −8,8 (2010)       |
| Лютий    | −3,0  | 3,7 (2002)        | −10,0 (2012)      |
| Березень | 1,8   | 6,8 (2014)        | −1,8 (2018)       |
| Квітень  | 9,3   | 13,1 (2018)       | 7,0 (2003)        |
| Травень  | 15,5  | 19,4 (2003)       | 12,4 (2020)       |
| Червень  | 18,5  | 23,6 (2019)       | 16,7 (2001)       |
| Липень   | 20,5  | 24,6 (2001, 2021) | 19,8 (2019)       |
| Серпень  | 19,7  | 24,6 (2010)       | 19,2 (2003, 2009) |
| Вересень | 14,2  | 20,4 (2024)       | 12,4 (2013)       |
| Жовтень  | 8,4   | 12,5 (2020)       | 6,3 (2010)        |
| Листопад | 1,9   | 8,0 (2010)        | 0,3 (2018)        |
| Грудень  | −2,3  | 2,7 (2019)        | −8,4 (2002)       |
| Рік      | 8,4   | 11,4 (2024)       | 8,2 (2003)        |
| -------- | ----- | ----------------- | ----------------- |

#### Місячні максимуми та мінімуми температури для XXI століття
| Місяць   | Найхолодніший місячний максимум | Найтепліший місячний мінімум |
| Січень   | 2,2 (2010)                      | −5,3 (2020)                  |
| Лютий    | 2,7 (2003)                      | −5,0 (2016)                  |
| Березень | 9,3 (2018)                      | −1,0 (2017)                  |
| Квітень  | 20,2 (2006)                     | 3,6 (2008)                   |
| Травень  | 24,2 (2004)                     | 8,6 (2018)                   |
| Червень  | 28,6 (2005)                     | 12,5 (2011, 2019)            |
| Липень   | 29,9 (2003)                     | 17,2 (2001)                  |
| Серпень  | 29,3 (2003)                     | 16,1 (2022)                  |
| Вересень | 21,1 (2022)                     | 10,4 (2024)                  |
| Жовтень  | 14,0 (2010)                     | 2,5 (2020)                   |
| Листопад | 10,8 (2007)                     | -3,5 (2009)                  |
| Грудень  | 0,6 (2001)                      | −3,5 (2017)                  |

## Зміни клімату
Враховуючи фактичні спостереження за погодою в Києві, а також загальносвітову тенденцію до підвищення середньорічної температури на планеті, можна констатувати зміну клімату в межах міста. Жоден рік нового тисячоліття не обійшовся без перекриттів максимумів температур, в той же час, жоден мінімум не перекривався з 1998 року, крім 2-3 лютого 2012 року, 29 березня 2013 року, 25-26 жовтня 2014 року і 11 квітня 2025 року.
| Денні температурні рекорди нового тисячоліття | Денні температурні рекорди нового тисячоліття |
| Максимуми                                     | місяць, рік                                   |
| --------------------------------------------- | --------------------------------------------- |
| +31,8 °C                                      | 7 червня 2000                                 |
| +36,6 °C                                      | 22 серпня 2000                                |
| +8,0 °C                                       | 29 грудня 2000                                |
| +15,8 °C                                      | 12 березня 2001                               |
| +17,3 °C                                      | 13 березня 2001                               |
| +34,8 °C                                      | 23 липня 2001                                 |
| +9,9 °C                                       | 29 січня 2002                                 |
| +7,9 °C                                       | 30 січня 2002                                 |
| +8,4 °C                                       | 1 лютого 2002                                 |
| +9,3 °C                                       | 2 лютого 2002                                 |
| +12,3 °C                                      | 3 лютого 2002                                 |
| +13,7 °C                                      | 4 лютого 2002                                 |
| +10,1 °C                                      | 5 лютого 2002                                 |
| +10,3 °C                                      | 10 лютого 2002                                |
| +11,2 °C                                      | 18 лютого 2002                                |
| +17,8 °C                                      | 14 березня 2002                               |
| +18,0 °C                                      | 16 листопада 2002                             |
| +16,7 °C                                      | 17 листопада 2002                             |
| +15,5 °C                                      | 18 листопада 2002                             |
| +31,3 °C                                      | 14 травня 2003                                |
| +9,2 °C                                       | 7 лютого 2004                                 |
| +8,9 °C                                       | 9 січня 2005                                  |
| +9,2 °C                                       | 12 січня 2005                                 |
| +34,7 °C                                      | 31 липня 2005                                 |
| +11,4 °C                                      | 16 грудня 2006                                |
| +6,8 °C                                       | 2 січня 2007                                  |
| +9,8 °C                                       | 10 січня 2007                                 |
| +9,4 °C                                       | 18 січня 2007                                 |
| +9,8 °C                                       | 19 січня 2007                                 |
| +9,5 °C                                       | 21 січня 2007                                 |
| +8,1 °C                                       | 22 січня 2007                                 |
| +30,8 °C                                      | 19 травня 2007                                |
| +32,0 °C                                      | 21 травня 2007                                |
| +32,0 °C                                      | 22 травня 2007                                |
| +32,2 °C                                      | 23 травня 2007                                |
| +31,3 °C                                      | 24 травня 2007                                |
| +30,7 °C                                      | 25 травня 2007                                |
| +32,7 °C                                      | 26 травня 2007                                |
| +33,6 °C                                      | 27 травня 2007                                |
| +36,3 °C                                      | 19 липня 2007                                 |
| +35,3 °C                                      | 23 серпня 2007                                |
| +35,8 °C                                      | 24 серпня 2007                                |
| +15,8 °C                                      | 27 лютого 2008                                |
| +9,3 °C                                       | 29 лютого 2008                                |
| +36,2 °C                                      | 16 серпня 2008                                |
| +30,5 °C                                      | 5 вересня 2008                                |
| +31,0 °C                                      | 6 вересня 2008                                |
| +33,0 °C                                      | 7 вересня 2008                                |
| +32,7 °C                                      | 8 вересня 2008                                |
| +11,0 °C                                      | 4 грудня 2008                                 |
| +14,7 °C                                      | 5 грудня 2008                                 |
| +32,2 °C                                      | 10 червня 2009                                |
| +34,9 °C                                      | 24 липня 2009                                 |
| +13,8 °C                                      | 26 листопада 2009                             |
| +33,7 °C                                      | 11 червня 2010                                |
| +34,0 °C                                      | 12 червня 2010                                |
| +35,2 °C                                      | 18 липня 2010                                 |
| +36,5 °C                                      | 3 серпня 2010                                 |
| +37,7 °C                                      | 4 серпня 2010                                 |
| +38,1 °C                                      | 5 серпня 2010                                 |
| +36,3 °C                                      | 6 серпня 2010                                 |
| +38,0 °C                                      | 7 серпня 2010                                 |
| +39,2 °C                                      | 8 серпня 2010                                 |
| +37,7 °C                                      | 9 серпня 2010                                 |
| +36,1 °C                                      | 12 серпня 2010                                |
| +36,6 °C                                      | 13 серпня 2010                                |
| +37,1 °C                                      | 14 серпня 2010                                |
| +36,5 °C                                      | 15 серпня 2010                                |
| +35,7 °C                                      | 17 серпня 2010                                |
| +17,8 °C                                      | 9 листопада 2010                              |
| +19,6 °C                                      | 10 листопада 2010                             |
| +18,1 °C                                      | 11 листопада 2010                             |
| +16,0 °C                                      | 12 листопада 2010                             |
| +15,8 °C                                      | 13 листопада 2010                             |
| +21,7 °C                                      | 14 листопада 2010                             |
| +11,0 °C                                      | 8 лютого 2011                                 |
| +16,5 °C                                      | 15 березня 2011                               |
| +31,3 °C                                      | 8 червня 2011                                 |
| +20,8 °C                                      | 18 березня 2012                               |
| +28,9 °C                                      | 28 квітня 2012                                |
| +30,0 °C                                      | 29 квітня 2012                                |
| +30,2 °C                                      | 30 квітня 2012                                |
| +30,0 °C                                      | 1 травня 2012                                 |
| +34,7 °C                                      | 7 липня 2012                                  |
| +14,0 °C                                      | 30 листопада 2012                             |
| +29,2 °C                                      | 27 квітня 2013                                |
| +28,9 °C                                      | 12 травня 2013                                |
| +20,7 °C                                      | 28 жовтня 2013                                |
| +22,4 °C                                      | 29 жовтня 2013                                |
| +18,3 °C                                      | 30 жовтня 2013                                |
| +17,6 °C                                      | 5 листопада 2013                              |
| +17,0 °C                                      | 6 листопада 2013                              |
| +10,4 °C                                      | 21 лютого 2014                                |
| +23,4 °C                                      | 13 жовтня 2014                                |
| +8,1 °C                                       | 25 грудня 2014                                |
| +9,5 °C                                       | 14 січня 2015                                 |
| +8,1 °C                                       | 31 січня 2015                                 |
| +23,8 °C                                      | 12 квітня 2015                                |
| +35,3 °C                                      | 25 липня 2015                                 |
| +34,7 °C                                      | 10 серпня 2015                                |
| +35,5 °C                                      | 1 вересня 2015                                |
| +35,7 °C                                      | 2 вересня 2015                                |
| +29,7 °C                                      | 18 вересня 2015                               |
| +31,8 °C                                      | 19 вересня 2015                               |
| +30,4 °C                                      | 20 вересня 2015                               |
| +28,4 °C                                      | 23 вересня 2015                               |
| +30,0 °C                                      | 24 вересня 2015                               |
| +29,1 °C                                      | 25 вересня 2015                               |
| +9,9 °C                                       | 7 грудня 2015                                 |
| +10,5 °C                                      | 21 грудня 2015                                |
| +10,2 °C                                      | 23 грудня 2015                                |
| +10,2 °C                                      | 24 грудня 2015                                |
| +10,4 °C                                      | 26 грудня 2015                                |
| +10,4 °C                                      | 27 грудня 2015                                |
| +11,3 °C                                      | 23 лютого 2016                                |
| +14,8 °C                                      | 8 березня 2016                                |
| +20,3 °C                                      | 1 квітня 2016                                 |
| +35,4 °C                                      | 17 липня 2016                                 |
| +25,8 °C                                      | 30 вересня 2016                               |
| +12,4 °C                                      | 1 березня 2017                                |
| +23,1 °C                                      | 2 квітня 2017                                 |
| +30,9 °C                                      | 17 вересня 2017                               |
| +28,3 °C                                      | 21 вересня 2017                               |
| +29,0 °C                                      | 22 вересня 2017                               |
| +8,2 °C                                       | 29 грудня 2017                                |
| +24,6 °C                                      | 11 квітня 2018                                |
| +24,2 °C                                      | 15 квітня 2018                                |
| +30,0 °C                                      | 2 травня 2018                                 |
| +30,2 °C                                      | 3 травня 2018                                 |
| +30,1 °C                                      | 4 травня 2018                                 |
| +30,2 °C                                      | 5 травня 2018                                 |
| +23,4 °C                                      | 16 жовтня 2018                                |
| +24,0 °C                                      | 17 жовтня 2018                                |
| +23,1 °C                                      | 18 жовтня 2018                                |
| +17,7 °C                                      | 8 березня 2019                                |
| +32,3 °C                                      | 15 червня 2019                                |
| +34,0 °С                                      | 22 червня 2019                                |
| +23,8 °С                                      | 13 жовтня 2019                                |
| +24,1 °С                                      | 15 жовтня 2019                                |
| +23,3 °С                                      | 19 жовтня 2019                                |
| +17,6 °C                                      | 4 листопада 2019                              |
| +19,4 °C                                      | 6 листопада 2019                              |
| +10,4 °C                                      | 17 грудня 2019                                |
| +15,2 °C                                      | 18 грудня 2019                                |
| +11,3 °C                                      | 19 грудня 2019                                |
| +10,7 °C                                      | 2 лютого 2020                                 |
| +14,8 °C                                      | 3 березня 2020                                |
| +15,3 °C                                      | 5 березня 2020                                |
| +18,9 °C                                      | 28 березня 2020                               |
| +7,5 °C                                       | 30 грудня 2020                                |
| +8,4 °C                                       | 31 грудня 2020                                |
| +8,5 °C                                       | 1 січня 2021                                  |
| +8,6 °C                                       | 24 січня 2021                                 |
| +6,8 °C                                       | 25 січня 2021                                 |
| +6,9 °C                                       | 26 січня 2021                                 |
| +33,7 °C                                      | 23 червня 2021                                |
| +35,5 °C                                      | 24 червня 2021                                |
| +35,4 °C                                      | 25 червня 2021                                |
| +8,2 °C                                       | 3 січня 2022                                  |
| +10,7 °C                                      | 5 січня 2022                                  |
| +29,2 °C                                      | 12 травня 2022                                |
| +34,4 °C                                      | 29 червня 2022                                |
| +34,3 °C                                      | 6 липня 2022                                  |
| +13,2 °C                                      | 1 січня 2023                                  |
| +13,2 °C                                      | 2 січня 2023                                  |
| +10,7 °C                                      | 3 січня 2023                                  |
| +10,2 °C                                      | 18 січня 2023                                 |
| +10,2 °C                                      | 20 січня 2023                                 |
| +20,0 °C                                      | 24 березня 2023                               |
| +33,3 °C                                      | 27 серпня 2023                                |
| +35,7 °C                                      | 28 серпня 2023                                |
| +35,9 °C                                      | 29 серпня 2023                                |
| +27,0 °C                                      | 30 вересня 2023                               |
| +20,6 °C                                      | 30 жовтня 2023                                |
| +21,7 °C                                      | 31 жовтня 2023                                |
| +10,6 °C                                      | 20 грудня 2023                                |
| +10,5 °C                                      | 30 грудня 2023                                |
| +9,7 °C                                       | 7 лютого 2024                                 |
| +12,1 °C                                      | 29 лютого 2024                                |
| +25,3 °C                                      | 31 березня 2024                               |
| +24,6 °C                                      | 1 квітня 2024                                 |
| +26,9 °C                                      | 2 квітня 2024                                 |
| +34,2 °C                                      | 11 липня 2024                                 |
| +35,4 °C                                      | 13 липня 2024                                 |
| +35,9 °C                                      | 14 липня 2024                                 |
| +34,2 °C                                      | 15 липня 2024                                 |
| +36,0 °C                                      | 16 липня 2024                                 |
| +35,6 °C                                      | 17 липня 2024                                 |

Жирним виділені оновлення місячних рекордів температур
Середньорічна температура в Києві зросла на 1 °C. Також можна відзначити нерівномірне підвищення температури сезонно. Найбільше середньомісячне підвищення температури фіксується взимку і досягає 2 °C, а в 2007 році — 3 °C, менш відчутний процес потепління навесні і восени. Літо, на думку вчених, не зазнало суттєвих змін, пов'язаних з температурою повітря, незважаючи на те, що велика кількість температурних максимумів XXI століття припадає саме на цей сезон.
| Клімат 1961 - 1990                              | Клімат 1961 - 1990 | Клімат 1961 - 1990 | Клімат 1961 - 1990 | Клімат 1961 - 1990 | Клімат 1961 - 1990 | Клімат 1961 - 1990 | Клімат 1961 - 1990 | Клімат 1961 - 1990 | Клімат 1961 - 1990 | Клімат 1961 - 1990 | Клімат 1961 - 1990 | Клімат 1961 - 1990 | Клімат 1961 - 1990 |
| Показник                                        | Січ.               | Лют.               | Бер.               | Квіт.              | Трав.              | Черв.              | Лип.               | Серп.              | Вер.               | Жовт.              | Лист.              | Груд.              | Рік                |
| Середня температура, °C                         | −5,5               | −4,1               | 0,8                | 8,7                | 15,2               | 18,2               | 19,3               | 18,6               | 13,9               | 8,1                | 2,2                | −2,2               | 7,8                |
| ----------------------------------------------- | ------------------ | ------------------ | ------------------ | ------------------ | ------------------ | ------------------ | ------------------ | ------------------ | ------------------ | ------------------ | ------------------ | ------------------ | ------------------ |
| Джерело: Северо-Евразийский Климатический Центр |                    |                    |                    |                    |                    |                    |                    |                    |                    |                    |                    |                    |                    |

| Клімат 1981 - 2010      | Клімат 1981 - 2010 | Клімат 1981 - 2010 | Клімат 1981 - 2010 | Клімат 1981 - 2010 | Клімат 1981 - 2010 | Клімат 1981 - 2010 | Клімат 1981 - 2010 | Клімат 1981 - 2010 | Клімат 1981 - 2010 | Клімат 1981 - 2010 | Клімат 1981 - 2010 | Клімат 1981 - 2010 | Клімат 1981 - 2010 |
| Показник                | Січ.               | Лют.               | Бер.               | Квіт.              | Трав.              | Черв.              | Лип.               | Серп.              | Вер.               | Жовт.              | Лист.              | Груд.              | Рік                |
| Середня температура, °C | −3,5               | −3                 | 1,8                | 9,3                | 15,5               | 18,5               | 20,5               | 19,7               | 14,2               | 8,4                | 1,9                | −2,3               | 8,4                |
| ----------------------- | ------------------ | ------------------ | ------------------ | ------------------ | ------------------ | ------------------ | ------------------ | ------------------ | ------------------ | ------------------ | ------------------ | ------------------ | ------------------ |
| Джерело: pogoda.ru.net  |                    |                    |                    |                    |                    |                    |                    |                    |                    |                    |                    |                    |                    |

| Клімат 1991 - 2020      | Клімат 1991 - 2020 | Клімат 1991 - 2020 | Клімат 1991 - 2020 | Клімат 1991 - 2020 | Клімат 1991 - 2020 | Клімат 1991 - 2020 | Клімат 1991 - 2020 | Клімат 1991 - 2020 | Клімат 1991 - 2020 | Клімат 1991 - 2020 | Клімат 1991 - 2020 | Клімат 1991 - 2020 | Клімат 1991 - 2020 |
| Показник                | Січ.               | Лют.               | Бер.               | Квіт.              | Трав.              | Черв.              | Лип.               | Серп.              | Вер.               | Жовт.              | Лист.              | Груд.              | Рік                |
| Середня температура, °C | −3,2               | −2,3               | 2,5                | 10,0               | 15,8               | 19,5               | 21,3               | 20,4               | 14,9               | 8,6                | 2,6                | −1,8               | 9,0                |
| ----------------------- | ------------------ | ------------------ | ------------------ | ------------------ | ------------------ | ------------------ | ------------------ | ------------------ | ------------------ | ------------------ | ------------------ | ------------------ | ------------------ |
| Джерело: ЦГО            |                    |                    |                    |                    |                    |                    |                    |                    |                    |                    |                    |                    |                    |

| Клімат 2011 - 2020      | Клімат 2011 - 2020 | Клімат 2011 - 2020 | Клімат 2011 - 2020 | Клімат 2011 - 2020 | Клімат 2011 - 2020 | Клімат 2011 - 2020 | Клімат 2011 - 2020 | Клімат 2011 - 2020 | Клімат 2011 - 2020 | Клімат 2011 - 2020 | Клімат 2011 - 2020 | Клімат 2011 - 2020 | Клімат 2011 - 2020 |
| Показник                | Січ.               | Лют.               | Бер.               | Квіт.              | Трав.              | Черв.              | Лип.               | Серп.              | Вер.               | Жовт.              | Лист.              | Груд.              | Рік                |
| Середня температура, °C | −3,3               | −1,9               | 3,4                | 10,9               | 16,6               | 20,8               | 21,7               | 21,2               | 16,2               | 9,2                | 3,3                | −0,3               | 9,8                |
| ----------------------- | ------------------ | ------------------ | ------------------ | ------------------ | ------------------ | ------------------ | ------------------ | ------------------ | ------------------ | ------------------ | ------------------ | ------------------ | ------------------ |
| Джерело:                |                    |                    |                    |                    |                    |                    |                    |                    |                    |                    |                    |                    |                    |